# 飯田警察署
飯田警察署（いいだけいさつしょ）は、長野県警察が管轄する警察署の一つである。

## 管轄区域
- 長野県
  - 飯田市
  - 下伊那郡
    - 松川町
    - 高森町
    - 阿智村
    - 平谷村
    - 根羽村
    - 喬木村
    - 豊丘村
    - 大鹿村

## 沿革
- 1901年（明治34年）9月21日 - 下伊那郡飯田町字追手町の新築庁舎に移転[1]。
- 2006年（平成18年）
  - 3月24日 - 中央交番を飯田駅前交番に統合。
  - 4月1日 - 飯田市のうち旧南信濃村、旧上村の区域が阿南警察署から飯田警察署に管轄変更。

## 交番
- 飯田駅前交番（飯田市上飯田）
- 上郷飯沼交番（飯田市上郷飯沼）
- 名古熊交番（飯田市鼎名古熊）
- 松川町交番
- 阿智村交番（阿智村駒場）

## 駐在所
- 松尾駐在所（飯田市松尾城）
- 山本駐在所（飯田市山本）
- 竜丘駐在所（飯田市時又）
- 下久堅駐在所（飯田市下久堅）
- 天竜峡駐在所（飯田市川路）
- 龍江駐在所（飯田市龍江）
- 千代駐在所（飯田市千代）
- 南信濃駐在所（飯田市南信濃）
- 上村駐在所（飯田市上村）
- 高森町駐在所
- 大鹿村駐在所
- 喬木村駐在所
- 豊丘村駐在所
- 浪合駐在所（阿智村浪合）
- 平谷村駐在所
- 根羽村駐在所

## 主な事件
- 長野県市田村一家7人殺害事件 - 1946年5月9日に下伊那郡市田村大島山（現：高森町大島山）で発生した大量殺人事件。未解決のまま、事件発生から15年後の1961年5月に公訴時効が成立した[2]。
- 飯田高校刺殺事件[3] - 1992年（平成4年）1月10日に県立飯田高校で2年生の男子生徒（当時17歳）が3年生の男子生徒（当時18歳）に包丁で刺殺された事件[4]。犯人の少年は事件当時、飯田市内にある山口組系暴力団・近藤組内掛野組の組事務所などに出入りしていた一方[5]。県内有数の進学校で大学受験シーズンに起きた殺人事件として、社会に衝撃を与えた[6]、自身が団長を務めていた応援団への入団に被害者が応じなかったことに腹を立てたことなどから、「体に一生残る傷をつけてやろう」と考え、事件当日に当時交際していた女友達のアパートから凶器の文化包丁（刃渡り16.4 cm）を持ち出し、脇腹を突き刺したところ、被害者が避けようとしたため包丁は背中に根元まで突き刺さり、肺を貫通、被害者は1時間20分後に出血多量で死亡した[7]。犯人の少年は殺人罪などに問われた一方、傷害致死罪の成立を主張していたが、1993年（平成5年）3月23日に長野地裁飯田支部（生田治郎裁判長）は未必の殺意を認定し、懲役5年以上7年以下の不定期刑（求刑：懲役5年以上10年以下）とする判決を言い渡した[8]。犯人は控訴せず[9]、確定している[10]。また同事件では被害者遺族が県を相手取り、問題行動の多かった加害生徒に対する指導を怠ったなどとして総額7500万円の損害賠償請求を起こし、東京高裁（鬼頭季郎裁判長）が1999年（平成11年）9月28日に原告側の請求を一部認容、被告である県には安全配慮義務違反があったとして、原告である遺族に対し総額約3300万円を支払うよう命じる判決を言い渡した[11]。最高裁第二小法廷（北川弘治裁判長）は2001年（平成13年）6月8日付の決定で被告の上告を棄却し、原告側の勝訴が確定している[12]。
- 長野・愛知4連続強盗殺人事件 - 2004年（平成16年）4月から9月にかけて飯田市と高森町で3件連続して発生[13]。同年4月27日に飯田市大王路2丁目の民家で女性（当時77歳）が絞殺死体で発見され[14]、8月14日には高森町出原の民家で男性（当時69歳）が[15]、9月8日には出原の現場から約2 km離れた高森町吉田の民家で女性（当時74歳）がいずれも刺殺されているのが発見された[16]。高森町で発生した殺人事件は前述の市田村一家7人殺害事件以来、58年ぶりだった[17][18]。同年9月17日、飯田市内で別の住居侵入事件を起こして逮捕されていた男（当時27歳）が一連の事件の被疑者として強盗殺人容疑で逮捕されている[19]。飯田市の事件では捜査員が第一発見者である被害者の長女を犯人扱いしたことが問題視され[20]、事件解決後に飯田署長が遺族に謝罪している[21]。